# Paus Urbanus VIII
Paus Urbanus VIII, geboren als Maffeo Barberini (Florence, 5 april 1568 – Rome, 29 juli 1644) was paus van 1623 tot 1644.
Hij werd in 1568 geboren als telg van het belangrijke Florentijnse geslacht Barberini. Dankzij een invloedrijke oom, een apostolisch protonotaris, maakte hij al jong promotie bij de pausen Sixtus V en Gregorius XIV. Onder paus Clemens VIII klom hij zelf op tot protonotaris en nuntius bij het Franse hof; paus Paulus V benoemde hem in een vergelijkbare functie, en vervolgens klom hij op tot kardinaal en tot pauselijk legaat naar Bologna. Op 6 augustus 1623 werd hij gekozen tot opvolger van paus Gregorius XV.
Zijn veelbewogen 21-jarige pontificaat viel in de Dertigjarige Oorlog. Het uiteindelijke resultaat van die grote worsteling werd grotendeels bepaald door Urbanus' beleid, dat niet zozeer gericht was op herstel van het katholicisme in Europa als wel op het bereiken van een machtsevenwicht dat zijn eigen onafhankelijkheid en wereldlijke macht in Italië ten goede kwam. In 1631 werd het hertogdom Urbino in de pauselijke staat ingelijfd, en in 1627, toen de directe mannelijke lijn van de Gonzagas in Mantua uitstierf, pleitte hij voor opvolging door de hertog van Nevers om daarmee de aanspraak van de door hem gevreesde Habsburgers te dwarsbomen. Hij was de laatste paus die de pauselijke staat uitbreidde. 
Hij versterkte Castelfranco Emilia aan de grens met Mantua. In Rome versterkte hij de Engelenburcht aanzienlijk.
Ten behoeve van de fabricage van kanonnen en voor decoratie van het Vaticaan (het baldakijn boven het pauselijke hoofdaltaar in de St. Pieter) werden de bronzen omlijstingen van de cassetten geplunderd uit het Pantheon, dat al sinds 609 een christelijke kerk was. Dit leidde tot de memorabele uitspraak quod non fecerunt barbari, fecerunt Barberini, "wat de barbaren nalieten, wordt nu door de Barberini gedaan.’’ Hij richtte ook in het Vaticaan een arsenaal en in Tivoli een wapenfabriek in. Hij versterkte de haven van Civitavecchia.
Maatregelen van hem op kerkelijk en geestelijk gebied waren: verbetering van het missaal en het brevier, regeling van het proces van heiligverklaring, en veroordeling van het boek "Augustinus" van Cornelius Jansenius.
Het was tijdens zijn pontificaat dat Galileo Galilei in 1633 naar Rome werd ontboden om zijn meningen te herroepen. Hij was ooit een studiegenoot geweest van Galilei en stond niet onwelwillend tegen de door Galilei gepropageerde heliocentrische theorie van Copernicus, maar in 1632, na de publicatie van de Galiliei's Dialoog, en onder zware druk van een aantal Spaanse kardinalen, liet hij Galilei vallen om verdere kritiek op zijn laksheid ten opzichte van de ketterij te voorkomen. Het proces diende vooral Urbanus VIII's politiek doel om sterker naar voren te komen als bestrijder van de ketterij, en was eerder symbolisch bedoeld. Galilei zwoer de leer van Copernicus af en werd in 1633 in de ban gedaan en tot levenslang huisarrest veroordeeld. Hij spendeerde anderzijds enorme bedragen uit de pauselijke middelen om veelzijdige geleerden als Athanasius Kircher naar Rome te halen.
Hij was ook een groot beschermheer der kunsten, waar schilders als Nicolas Poussin en Claude Lorrain van profiteerden.
Hij was een paus die op een grote schaal nepotisme praktiseerde: diverse leden van zijn familie werden dankzij hem enorm rijk, zodat zijn tijdgenoten de indruk kregen dat hij een Barberini-dynastie aan het instellen was.
Hij canoniseerde Elisabeth van Portugal en Andreas Corsini en vaardigde de pauselijke bul uit met betrekking tot de canonisatie van Ignatius van Loyola en Franciscus Xaverius, die al door zijn voorganger Gregorius XV gecanoniseerd waren. Urbanus VIII was een knap auteur van Latijnse poëzie; een collectie van Bijbelse parafrases en originele geestelijke liederen zijn veelvuldig herdrukt. Zijn dood op 29 juli 1644 schijnt verhaast te zijn door zijn verdriet over de gevolgen van de Eerste Castro-oorlog. Deze oorlog was hij zelf begonnen tegen Odoardo Farnese, de hertog van Parma. Vanwege de kosten hiervan voor de stad Rome werd Urbanus VIII hierdoor uiterst impopulair. Tijdens zijn regering voerde hij niet minder dan 10 nieuwe belastingen in. Bij zijn overlijden werd zijn buste, die naast het Paleis van de Conservator op de Capitolijnse Heuvel stond, al snel vernield door een woedende menigte. Een alert optredende priester redde het beeld van Urbanus, dat tot de Jezuïeten behoorde, van eenzelfde lot. Hij werd opgevolgd door paus Innocentius X.

## Invloed van Urbanus VIII op de architectuur
Urbanus VIII zou ooit Bernini begroet hebben met de volgende woorden: “Het is voor u een groot geluk om de paus te mogen ontmoeten, maar het geluk is voor mij nog veel groter dat u, Bernini, leeft tijdens mijn pontificaat.” Het verduidelijkt meteen dat Bernini een grote rol speelde in de architecturale doeleinden van Urbanus VIII. Bernini kreeg zijn eerste grote opdrachten van de familie Barberini in het algemeen en in het bijzonder van Maffeo Barberini. Deze paus was erg opgetogen over de talenten van Bernini, omdat hij voortdurend de grenzen bewandelde van architectuur, beeldhouwkunst en schilderkunst. Urbanus VIII, in navolging van Paulus V, introduceerde hem zelfs als de nieuwe Michelangelo. Een andere visie over het enthousiasme van Urbanus VIII voor Bernini is het feit dat deze architect op zijn jeugdige leeftijd nog erg beïnvloedbaar was (en nooit een formele architectuuropleiding genoten had). Dusdanig was hij makkelijk te overtuigen voor de zeer specifieke ambities die de paus voor ogen had.
Om zijn macht te etaleren maakte hij naast zijn acties op militair vlak ook gebruik van de architectuur, de schilderkunst en de beeldhouwkunst. Kort na zijn ambtsaanvaarding in 1623 zou hij opdracht geven tot voltooiing van de Sint-Pietersbasiliek. Verder liet hij een nieuwe muur rond de stad bouwen en stelt hij een programma op om een reeks bouwvallige vroeg-christelijke kerken te laten restaureren. Op stedelijk vlak voerde hij ook enkele wijzigingen door; hij zorgde er via straatdoorbraken voor dat er een zekere samenhang tussen prominente religieuze plaatsen kwam of paste deze plaatsen in in een grotere stedelijke context.
Zoals eerder gezegd, deed Urbanus VIII verwoede pogingen de kerkelijke macht te herstellen. In deze context moet de opdracht voor het ontwerpen van het baldakijn gezien worden. Deze overkapping zou de allures van het pantheon moeten overnemen, iets wat de paus wel erg expliciet liet overkomen, door brons van het Pantheon te roven (recent is gebleken dat dit brons enkel gebruikt is voor zijn ver doorgedreven wapenproductie). De keuze voor Bernini als architect was niet zo verrassend aangezien hij al voor het pontificaat van Urbanus VIII een bekende was bij de Barberini.
Daarnaast liet Urbanus VIII het niet na ook in het baldakijn het symbool van hemzelf en zijn familie – er zaten bijen in hun wapenschild - erin te verwerken. Dit is een rechtstreeks gevolg van het feit dat Urbanus VIII zelf ook deelnam aan het ontwerp van het baldakijn. Maar, meer dan zijn familie bevoorrechten, was het zijn doel om een blijvende stempel te kunnen drukken op de katholieke kerk. Met het baldakijn had hij dus zijn beoogde stempel behaald.
Naast het baldakijn gaf Urbanus ook de opdracht voor de Trevifontein, die pas na zijn dood voltooid werd. Hij liet door Bernini en Maderno ook voor zijn familie het Palazzo Barberini bouwen dat vandaag de dag nog steeds bekendstaat als een van de juweeltjes uit de barok. Maar om zijn projecten te kunnen financieren was Urbanus VIII genoodzaakt om belastingen te heffen, die de populariteit van hem en de katholieke kerk niet ten goede kwamen.
Voor Urbanus VIII was architectuur bedoeld om het volk te bedwelmen met zijn schoonheid, en de gelovigen hun geloof in de katholieke kerk te laten bevestigen. Het moest imponerend zijn en de kracht van de kerk en zijn paus etaleren.
Cursief: tegenpaus